# Ласиниус, Пётр
Пётр (Питер) Ласиниус (Лисениус, Лассиниус; около 1700 — 1735) — российский мореплаватель, штурман, начальник Ленско-Колымского отряда Великой Северной экспедиции, командир палубного бота «Иркутск», лейтенант майорского ранга российского императорского флота. Его именем назван мыс и полуостров в море Лаптевых.

## Биография
Ласиниус родился в Дании в шведской семье, служил штурманом на судах в Швеции, обладал большим опытом в мореплавании. В связи с некомплектом штурманских чинов в русском флоте, 1 (12) октября 1725 года Ласиниус был принят на русскую службу капитаном 3 ранга Я. Сорокольдом в Готенбурге в чине поручика и жалованьем по 15 рублей в месяц. В отдельных источниках есть сведения о его участии в Первой камчатской экспедиции под началом В. И. Беринга, однако его функции в этом походе неизвестны.
В начале 1730-х годов вместе с Василием Прончищевым и Иваном Кошелевым состоял в комиссии «по экзаменации штурманов, подштурманов и штурманских учеников» в Кронштадте. До мая 1731 года служил на фрегате «Крейсер», затем был направлен в Ревельскую эскадру. До 1733 года исполнял должность штурмана на линейном корабле 1 ранга «Лесное».
18 (29) января 1733 года, согласно новому штату, записан в лейтенанты майорского ранга с назначением по личному желанию и требованию В. И. Беринга начальником Ленско-Колымского отряда Второй камчатской экспедиции. Его отряду предписывалось пройти от устья Лены к востоку до устья Колымы, а затем оттуда до устья Анадыри и далее до Камчатки. Формирование отряда Ласиниуса вместе с Ленско-Енисейским отрядом лейтенанта В. Прончищева проходило на реке Лене.
29 июля 1735 года, Ласиниус на двухмачтовом палубном боте «Иркутск» и Прончищев на дубель-шлюпке «Якутск», спустились из Якутска вниз по реке Лене. 2 августа суда разъединились. 6 августа бот «Иркутск» вышел в море Лаптевых и пошёл на восток, но 11 августа был остановлен льдами. Ласиниус дважды попытался пробиться через льды, но безуспешно. Несмотря на сравнительно ранее время года, он «за противным ветром, густым туманом, носимым льдом и великим снегом» принял решение вернуться обратно. 18 августа бот зашёл в устье реки Хара-Улах, в губу Буор-Хая, где отряд остановился на зимовку. Четыре человека были направлены в Якутск с рапортом Ласиниуса об окончании похода. Место зимовки Ласиниусом было выбрано неудачно, оно было низким и сырым, отрезано от продовольственных баз. Из плавника были построены барак для членов экипажа, кухня и баня. 16 сентября зимовье после сильных северных ветров в течение нескольких дней было затоплено поднявшейся водой из реки Хара-Улах. Стремясь сэкономить провизию, Ласиниус с первых дней зимовки, вдвое сократил рацион питания. Всё это привело к вспышке цинги. В отряде возникали конфликты между зимовщиками и назревал бунт. Члены отряда узнали, что унтер-офицер Б. Росселиус втайне торговал судовым запасом сухарей, кроме того допустил рукоприкладство по отношению к матросу, который отказался копать яму для хранения смолы. Команда потребовала от Ласиниуса суда над Росселиусом, но командир принялся защищать унтер-офицера. Командиру объявили «слово и дело», а командование отрядом предложили принять штурману Василию Ртищеву, но тот отверг предложение, понимая, что за участие в бунте ему, как помощнику капитана, грозит смертная казнь. Ласиниус остался командовать отрядом, унтер-офицер Росселиус арестован, а нормы питания были восстановлены.
Во время зимовки в отряде умерли от цинги 36 человек команды, в том числе командир отряда — П. Ласиниус, который скончался первым 19 (30) декабря 1735 года. Штурман Ртищев принял командование отрядом и нарочным сообщил о бедствии начальнику экспедиции капитан-командору В. Берингу. Весной 1736 года новый начальник Ленско-Колымского отряда экспедиции лейтенант Д. Я. Лаптев направил группу 14 человек во главе с подштурманом М. Щербининым для спасения оставшихся в живых 9 человек. Спасённые летом 1736 году были доставлены в Якутск, а затем в Охотск.

## Память
Именем Петра Ласиниуса были названы географические объекты в море Лаптевых:
- мыс в заливе Терезы Клавенес на восточном берегу Таймыра. Назван в 1919 году Р. Амундсеном[3][16].
- полуостров на полуострове Таймыр в заливе Терезы Клавенес. Назван до 1943 года советскими исследователями по одноимённому мысу Ласиниуса[3][16].
- на мысе Хара-Улах в 1976 году на 90-метровой сопке участниками тульской экспедиции был установлен памятный знак, посвященной экспедиции Ласиниуса[17].
- В 2001 и 2002 годах были проведены историко-археологические экспедиции Д. И. Шпаро с целью разыскать место захоронения членов отряда Ласиниуса, но не смогли его найти[3].